# Котороая (Мехедінць)
Котороая (рум. Cotoroaia) — село у повіті Мехедінць в Румунії. Входить до складу комуни Волояк.
Село розташоване на відстані 243 км на захід від Бухареста, 29 км на схід від Дробета-Турну-Северина, 71 км на північний захід від Крайови.

## Населення
За даними перепису населення 2002 року у селі проживали 495 осіб, усі — румуни. Усі жителі села рідною мовою назвали румунську.